# ترنگاتسی
ترنگاتسی (به لاتین: Trnjaci) یک منطقهٔ مسکونی در بوسنی و هرزگوین است که در بیه‌لینا واقع شده‌است.